# كورولا إي 70
- كورولا إي 80
- كورولا إي 90

كورولا إي 70 (بالإنجليزية: Toyota Corolla (E70))‏ هي سيارة من صناعة تويوتا. أُنتجت في 1979.